# Palmeiras São Paulo
Die Sociedade Esportiva Palmeiras, im deutschsprachigen Raum allgemein bekannt als Palmeiras São Paulo oder einfach nur Palmeiras, ist ein Fußballklub aus São Paulo und zählt zu den größten und traditionsreichsten Vereinen des brasilianischen Fußballs. Die Vereinsfarben des Rekordmeisters sind Grün und Weiß.

## Geschichte

Das Vereinsabzeichen bis 1942

Der Verein wurde am 26. August 1914 von italienischen Einwanderern als Società Palestra Italia gegründet. Der Begriff Palestra (von altgriechisch παλαίστρα palaistra ‚Ringerschule‘) beschreibt im italienischen Sprachgebrauch eine Turnhalle. Die ursprünglichen Vereinsfarben waren die Farben Italiens: Rot, Weiß und Grün. Sein erstes Spiel bestritt Palestra fünf Monate nach der Gründung, gegen den ebenfalls von italienischen Einwanderern gegründeten SC Savoia. Das Spiel wurde 2:0 gewonnen.
Aufgrund des Kriegseintritts Brasiliens im Jahre 1942 wurde der Gebrauch von Begriffen gegnerischer Nationen verboten, und der Verein musste seinen Namen ändern. Der neue Vereinsname Sociedade Esportiva Palmeiras wurde in Erinnerung an den historischen Fußballklub Associação Atlética das Palmeiras (1902–1929) gewählt, bei dem einige Spieler der Palestra aktiv gewesen waren.
Palmeiras ist mit seinen zwölf brasilianischen Meistertiteln (1960, 1967, 1967, 1969, 1972, 1973, 1993, 1994, 2016, 2018, 2022 und 2023) der Rekordmeister des Landes, hinzu kommen noch vier brasilianische Pokalsiege (1998, 2012, 2015 und 2020).
Im Jahre 1999 gewann Palmeiras die Copa Libertadores, das südamerikanische Gegenstück zur europäischen UEFA Champions League sowie ein Jahr zuvor, 1998, die Copa Mercosul (mit dem damaligen europäischen UEFA-Cup vergleichbar). Palmeiras ist der brasilianische Klub mit den meisten Teilnahmen an der Copa Libertadores (22). Im Jahr 1951 gewann Palmeiras den inoffiziell World Club Championship Copa Rio.
Als 2000 der später in Konkurs gegangene italienische Parmalat-Konzern als Sponsor von Palmeiras ausstieg, geriet auch der in den 1990er-Jahren reichste Klub Brasiliens in finanzielle Schwierigkeiten. 2001 konnte Palmeiras noch das Semifinale der Copa Libertadores erreicht werden, 2002 folgte allerdings die schlechteste Saison der Vereinsgeschichte und Palmeiras musste in die zweite Liga absteigen.
Jedoch gewann man bereits im nächsten Jahr überlegen die Meisterschaft der 2. Spielklasse, mit 16 Punkten Vorsprung auf den zweitplatzierten Verein Botafogo FR, womit der Aufstieg feststand. In der Folgezeit etablierte sich Palmeiras wieder in der ersten Liga und qualifizierte sich die folgenden zwei Jahre hintereinander für die Copa Libertadores.
Im November 2012 unterlag Palmeiras in einem in Presidente Prudente, einer Stadt etwa 800 Kilometer von São Paulo im Hinterland des Bundesstaates, ausgetragenen Heimspiel gegen Fluminense Rio de Janeiro mit 2:3 und stand damit drei Tage vor Abschluss der Meisterschaft als Absteiger fest. In diesem Spiel sicherte sich Fluminense gleichzeitig die vierte Meisterschaft der Vereinsgeschichte. In der darauffolgenden Saison erreichte der Verein allerdings den ersten Platz der Série B und stieg damit umgehend wieder in die erste brasilianische Fußballliga auf. In den folgenden Jahren konnte Palmeiras sich wieder unter den besten Klubs Brasiliens etablieren und gewann 2016 und 2018 zwei weitere Meisterschaften.
Die aufgrund der COVID-19-Pandemie unterbrochene Saison 2020 begann für Palmeiras mit dem Gewinn der Staatsmeisterschaft von São Paulo unter Trainer Vanderlei Luxemburgo. Nach einem zwischenzeitlichen Tief wurde dieser entlassen und durch Abel Ferreira ersetzt. Ferreira, bei Fans aufgrund seiner Rhetorik und seines taktischen Verständnis sehr geschätzt, führte den Verein zum Sieg in der Copa Libertadores 2020 durch ein Tor in der Nachspielzeit gegen den Rivalen FC Santos. Außerdem brachte er seinen Verein in das Finale der Copa do Brasil 2020 gegen Grêmio. Durch den Sieg in der Libertadores qualifizierte Palmeiras sich zum ersten Mal für die FIFA-Klub-Weltmeisterschaft. Ferreira gewann mit Palmeiras im Folgejahr erneut die Libertadores, sowie die Meisterschaften 2022 und 2023, was ihm zum erfolgreichsten Trainer der Klubgeschichte machte.

## Der Erzrivale
Inspiriert durch den Besuch zweier italienischer Fußballvereine beschlossen einige Anhänger des SC Corinthians Paulista, die italienischer Abstammung waren, 1914 ihren eigenen Klub zu gründen, die Palestra Itália (heute Sociedade Esportiva Palmeiras). Die großteils aus Einwanderern bestehende Anhängerschaft der Corinthians teilte sich in der Folge zwischen den beiden Vereinen auf. Die ehemaligen Corinthians-Fans wurden als „Verräter“ bezeichnet, und bis heute sind die beiden Klubs die erbittertsten Rivalen in São Paulo.

## Stadion
Die Heimstätte des grün-weißen Vereins war bis 2010 das Estádio Palestra Itália (Fassungsvermögen: 28.600 Plätze), auch bekannt als Parque Antárctica, welches am 13. August 1933 mit einem 6:0-Erfolg über Bangu eingeweiht wurde. Im Palestra Itália wurden viele bedeutende Spiele ausgetragen, unter anderem das Finale der Copa Libertadores 1999, der Copa Mercosur 1998, 1999 und 2000 und der Copa do Brasil 1996. Wegen der guten Lage in São Paulo fanden auch öfter Musikveranstaltungen im Stadion statt.
Das Stadion wurde für einen Neubau im Jahr 2010 abgerissen. Palmeiras wich in der Übergangszeit in das Estádio do Pacaembu, das Platz für 38.000 Zuschauer bietet, aus.
Auf dem Grund des alten Stadions wurde die vereinseigene Multifunktionsarena Allianz Parque mit 43.600 Plätzen errichtet, die am 20. November 2014 mit dem Spiel Palmeiras gegen Sport Recife eröffnet wurde.

## Erfolge
- Copa Rio: 1951
- Copa Libertadores: 1999, 2020, 2021
- Recopa Sudamericana: 2022
- Copa Mercosul: 1998
- Brasilianischer Meister 12 ×:
  - Taça Brasil: 1960, 1967
  - Torneio Roberto Gomes Pedrosa: 1967, 1969
  - Série A: 1972, 1973, 1993, 1994, 2016, 2018, 2022, 2023
- Meister Série B: 2003, 2013
- Brasilianischer Pokalsieger: 1998, 2012, 2015, 2020
- Copa dos Campeões (CBF): 2000
- Torneio Rio-São Paulo: 1933, 1951, 1965, 1993, 2000
- Staatsmeisterschaft von São Paulo: (25 [+2 inoffizielle]) 1920, 1926, 1927, 1928 (extra), 1932, 1933, 1934, 1936, 1938 (extra), 1940, 1942, 1944, 1947, 1950, 1959, 1963, 1966, 1972, 1974, 1976, 1993, 1994, 1996, 2008, 2020, 2022, 2023, 2024
- Supercopa do Brasil: 2023

### Einladungsturniere
- Trofeo Guanany: 1922
- Atílio Narancio Cup: 1923
- Copa Brasil-Peñarol: 1951
- Trofeo México: 1951
- Trofeo Valentín Suarez: 1956
- Ciudad de manizales: 1962
- Ciudad de Lima: 1962
- Ciudad Guadalajara: 1963
- Tornei de Firenze: 1963
- Trofeo Rio de Janeiro: 1965
- Torneo Japon: 1967
- Trofeo Ciudad de Barcelona: 1969
- Trofeo Ramón de Carranza (Spanien): 1969, 1974, 1975
- Greek Cup: 1970
- Tornei del Mar del Plata: 1972
- Tornei del Juventus: 1975
- Kirin Cup: 1978
- Tornei Euro-América: 1991,1996
- Levin-Yashin Cup: 1994
- Friendship Cup: 1997
- Trofeo Naranja: 1997
- Torneo Centenario del Estudiantes Arg: 2005
- Copa Euro Americana: 2014
- Tornei Julinho Botelho:2014
- Florida Cup: 2020

## Aktueller Kader
Stand: 29. Mai 2025
| Nr.        | Nat.        | Name              | Geburtstag        | im Verein seit | Vertrag bis |
| ---------- | ----------- | ----------------- | ----------------- | -------------- | ----------- |
| Tor        |             |                   |                   |                |             |
| 1          | Brasilien   | Mateus            | 2. Mai 2002       | 2022           | 2027        |
| 14         | Brasilien   | Marcelo Lomba     | 18. Dezember 1986 | 2021           | 2025        |
| 21         | Brasilien   | Weverton          | 13. Dezember 1987 | 2018           | 2026        |
| Abwehr     |             |                   |                   |                |             |
| 02         | Brasilien   | Marcos Rocha      | 11. Dezember 1988 | 2018           | 2025        |
| 03         | Brasilien   | Bruno Fuchs       | 1. April 1999     | 2025           | 2025        |
| 04         | Argentinien | Agustín Giay      | 16. Januar 2004   | 2024           | 2029        |
| 06         | Brasilien   | Vanderlan         | 7. September 2002 | 2022           | 2028        |
| 12         | Brasilien   | Mayke             | 10. November 1992 | 2017           | 2025        |
| 13         | Brasilien   | Micael            | 12. August 2000   | 2025           | 2029        |
| 15         | Paraguay    | Gustavo Gómez     | 6. Mai 1993       | 2018           | 2027        |
| 22         | Uruguay     | Joaquín Piquerez  | 24. August 1998   | 2021           | 2026        |
| 26         | Brasilien   | Murilo            | 27. März 1997     | 2022           | 2027        |
| 34         | Brasilien   | Naves             | 8. Mai 2002       | 2023           | 2028        |
| 43         | Brasilien   | Luis Benedetti    | 7. Juni 2006      | 2025           | 2028        |
| Mittelfeld |             |                   |                   |                |             |
| 05         | Argentinien | Aníbal Moreno     | 13. Mai 1999      | 2024           | 2029        |
| 08         | Kolumbien   | Richard Ríos      | 2. Juni 2000      | 2023           | 2028        |
| 18         | Brasilien   | Mauricio          | 22. Juni 2001     | 2024           | 2029        |
| 23         | Brasilien   | Raphael Veiga     | 19. Juni 1995     | 2017           | 2027        |
| 30         | Brasilien   | Lucas Evangelista | 6. Mai 1995       | 2025           | 2026        |
| 32         | Uruguay     | Emiliano Martínez | 17. August 1999   | 2025           | 2029        |
| 38         | Brasilien   | Figueiredo        | 3. März 2006      | 2025           | 2026        |
| 40         | Brasilien   | Allan             | 19. April 2004    | 2025           | 2027        |
| Sturm      |             |                   |                   |                |             |
| 07         | Brasilien   | Felipe Anderson   | 15. April 1993    | 2024           | 2027        |
| 09         | Brasilien   | Vitor Roque       | 28. Februar 2005  | 2025           | 2029        |
| 10         | Brasilien   | Paulinho          | 15. Juli 2000     | 2025           | 2029        |
| 11         | Brasilien   | Bruno Rodrigues   | 7. März 1997      | 2024           | 2028        |
| 17         | Uruguay     | Facundo Torres    | 13. April 2000    | 2025           | 2029        |
| 31         | Brasilien   | Luighi            | 30. April 2006    | 2025           | 2028        |
| 39         | Brasilien   | Thalys            | 22. Februar 2005  | 2025           | 2028        |
| 41         | Brasilien   | Estêvão           | 24. April 2007    | 2024           | 2026        |
| 42         | Argentinien | José López        | 6. Dezember 2000  | 2022           | 2027        |
| Trainer    |             |                   |                   |                |             |
| T          | Portugal    | Abel Ferreira     | 22. Dezember 1978 | 2020           | 2025        |

### Transfers zur Saison 2025
Stand: 29. Mai 2025
| Zugänge     | Zugänge                    | Zugänge                                     |
| Nat.        | Name                       | abgebender Verein                           |
| ----------- | -------------------------- | ------------------------------------------- |
| Brasilien   | Vitor Roque                | FC Barcelona 25,50 Mio. €                   |
| Brasilien   | Paulinho                   | Atlético Mineiro 18,00 Mio. €               |
| Uruguay     | Facundo Torres             | Orlando City 11,50 Mio. €                   |
| Argentinien | Emiliano Martínez          | FC Midtjylland 7,15 Mio. €                  |
| Brasilien   | Micael                     | Houston Dynamo 4,80 Mio. €                  |
| Brasilien   | Lucas Evangelista          | Red Bull Bragantino 4,00 Mio. €             |
| Brasilien   | Bruno de Lara Fuchs        | Atlético Mineiro Leihe                      |
| Brasilien   | Luighi                     | eigene Jugend                               |
| Brasilien   | Thalys                     | eigene Jugend                               |
| Brasilien   | Allan                      | eigene Jugend                               |
| Brasilien   | Luis Benedetti             | eigene Jugend                               |
| Brasilien   | Figueiredo                 | eigene Jugend                               |
| Abgänge     |                            |                                             |
| Nat.        | Name                       | aufnehmender Verein                         |
| Brasilien   | Vitor Reis                 | Manchester City 37,00 Mio. €                |
| Brasilien   | Ronielson da Silva Barbosa | Atlético Mineiro 6,50 Mio. €                |
| Brasilien   | Rafael Navarro             | Colorado 4,50 Mio. €                        |
| Brasilien   | Fabinho                    | Red Bull Bragantino 2,50 Mio. €             |
| Brasilien   | Zé Rafael                  | FC Santos 2,50 Mio. €                       |
| Brasilien   | Gabriel Menino             | Atlético Mineiro ablösefrei                 |
| Brasilien   | Dudu                       | Cruzeiro Belo Horizonte ablösefrei          |
| Brasilien   | Breno Lopes                | Fortaleza EC ablösefrei                     |
| Kolumbien   | Eduard Atuesta             | Orlando City ablösefrei                     |
| Brasilien   | Henri                      | Clube de Regatas Brasil ablösefrei          |
| Brasilien   | Lucas Freitas              | CR Vasco da Gama ablösefrei                 |
| Brasilien   | Ruan Ribeiro               | Vila Nova FC                                |
| Brasilien   | Caio Paulista              | Atlético Mineiro ausgeliehen bis 31.12.2025 |
| Brasilien   | Rômulo                     | Ceará SC ausgeliehen bis 31.12.2025         |
| Brasilien   | Michel                     | Moreirense FC ausgeliehen bis 30.06.2026    |
| Brasilien   | Lázaro                     | UD Almería Leihende 31.12.2024              |

## Trainer
- Valle (1914)
- Bianco Spartaco Gambini (1915)
- Michele Ricco (1916)
- Picagli (1917–1920)
- Attilio Fresia (1920–1921)
- Picagli (1921–1922)
- Sylvio Lagreca (1923)
- Amílcar Barbuy (1924–1927)
- Bianco Spartaco Gambini (1927)
- Amílcar Barbuy (1928–1929)
- Jenő Medgyessy (1929)
- Imre Hirschl (1929)
- Humberto Cabelli (1930)
- Bianco Spartaco Gambini (1931)
- Jenő Medgyessy (1932)
- Humberto Cabelli (1932–1933)
- Ramón Platero (1934)
- Humberto Cabelli (1934)
- Carlos Viola (1935)
- Humberto Cabelli (1935)
- Ventura Cambón (1935–1936)
- Matturio Fabbi (1936–1937)
- Joaquim Loureiro (1938)
- Ramón Platero (1938–1939)
- Ventura Cambón (1938–1939)
- Ângelo Mastrandea (1939)
- Caetano de Domenico (1940–1941)
- Mario Minervino (1942)
- Armando Del Debbio (1942–1944)
- Bianco Spartaco Gambini (1944)
- Ventura Cambón (1944)
- Armando Del Debbio (1945)
- Osvaldo Brandão (1945)
- Ventura Cambón (1945)
- Conrado Ross (1946)
- Junqueira (1946)
- Ventura Cambón (1946–1947)
- Osvaldo Brandão (1947–1948)
- Ventura Cambón (1948)
- Felix Magno (1948)
- Cláudio Cardoso (1948)
- Ventura Cambón (1949)
- Jim López (1950)
- Ventura Cambón (1950–1952)
- Abel Picabéa (1952)
- Cláudio Cardoso (1952–1953)
- Juvenal Amarijo (1954)
- Ondino Viera (1953)
- Cláudio Cardoso (1953–1954)
- Aymoré Moreira (1954)
- Cláudio Cardoso (1955)
- Ventura Cambón (1955–1956)
- Aymoré Moreira (1957)
- Ventura Cambón (1957)
- Mário Vianna (1957–1958)
- Canhotinho (1958)
- Osvaldo Brandão (1958–1960)
- Armando Renganeschi (1961)
- Maurício Cardoso (1961–1962)
- Geninho (1962–1963)
- Mário Travaglini (1963)
- Sylvio Pirillo (1963–1964)
- Mário Travaglini (1964)
- Filpo Núñez (1964–1965)
- Mário Travaglini (1965–1966)
- Fleitas Solich (1966)
- Mário Travaglini (1966)
- Aymoré Moreira (1967)
- Mário Travaglini (1967–1968)
- Julinho Botelho (1968)
- Alfredo González (1968)
- Filpo Núñez (1969–1969)
- Julinho Botelho (1969)
- Rubens Minelli (1969–1971)
- Mário Travaglini (1971)
- Osvaldo Brandão (1971–1975)
- Hélio Maffia (1972)
- Valdir de Moraes (1973)
- Hélio Maffia (1973)
- Valdir de Moraes (1974)
- Hélio Maffia (1974)
- Valdir de Moraes (1975)
- Dino Sani (1975–1976)
- Dudu (1976–1977)
- Hélio Maffia (1977)
- Jorge Silva Vieira (1977–1978)
- Valdir de Moraes (1978)
- Filpo Núñez (1978–1979)
- Telê Santana (1979–1980)
- Sérgio Clérici (1980)
- Diede Lameiro (1980)
- Osvaldo Brandão (1980)
- Fedato (1981)
- Dudu (1981)
- Moraci Sant’Anna (1982)
- Paulinho de Almeida (1982)
- Fedato (1982)
- Rubens Minelli (1982–1983)
- Carlos Alberto Silva (1984)
- Mário Travaglini (1984)
- Fedato (1984–1985)
- Chinesinho (1985)
- Mário Travaglini (1985)
- Vicente Arenari (1985–1986)
- Castilho (1986)
- Minuca (1986)
- Hélio Maffia (1986)
- José Luiz Carbone (1986–1987)
- Valdemar Carabina (1987)
- Minuca (1987)
- Rubens Minelli (1987–1988)
- Ênio Andrade (1988)
- João Avelino (1988)
- Tata (1989)
- Emerson Leão (1989)
- Telê Santana (1990)
- Jair Pereira (1990)
- Dudu (1990–1991)
- Paulo César Carpegiani (1991)
- João Paulo Medina (1991)
- Nelsinho Baptista (1991–1992)
- Otacílio Gonçalves (1992–1993)
- Vanderlei Luxemburgo (1993–1994)
- Niltinho (1994)
- Walmir Cruz (1994)
- Valdir Espinosa (1995)
- Carlos Alberto Silva (1995)
- Vanderlei Luxemburgo (1995–1996)
- Telê Santana (1997)
- Luiz Felipe Scolari (1997–2000)
- Murtosa (2000)
- Marco Aurélio (2000–2001)
- Celso Roth (2001)
- Márcio Araújo (2001)
- Vanderlei Luxemburgo (2002)
- Murtosa (2002)
- Levir Culpi (2002)
- Jair Picerni (2003–2004)
- Estevam Soares (2004–2005)
- Paulo Bonamigo (2005)
- Candinho (2005)
- Emerson Leão (2005–2006)
- Tite (2006)
- Jair Picerni (2006)
- Caio Júnior (2007)
- Vanderlei Luxemburgo (2008–2009)
- Muricy Ramalho (2009–2010)
- Antônio Carlos Zago (2010)
- Luiz Felipe Scolari (2010–2012)
- Gilson Kleina (2012–2014)
- Ricardo Gareca (2014)
- Dorival Júnior (2014)
- Oswaldo de Oliveira (2015)
- Marcelo Oliveira (2015–2016)
- Cuca (2016)
- Eduardo Baptista (2017)
- Cuca (2017)
- Roger Machado (2018)
- Luiz Felipe Scolari (2018–2019)
- Mano Menezes (2019)
- Vanderlei Luxemburgo (2019–2020)
- Abel Ferreira (2020–)

## Spieler
- Ademir da Guia
- Alex
- Aldemar
- Alfredo Mostarda
- Amaral
- Antônio Carlos
- Aquiles
- Arce
- Arouca
- Baldocchi
- Miguel Borja
- Bruno Henrique
- Cafu
- Canhotinho
- Carnera
- Carlos Gamarra
- César Sampaio
- César Maluco
- Chinesinho
- Cláudio
- Cléber
- Cleiton Xavier
- Cruz
- Daniel Frasson
- Danilo
- Del Nero
- Dario Alegria
- Dema
- Denílson
- Deyverson
- Diogo Barbosa
- Djalma Santos
- Dudu (Eduardo Rodrigues)
- Dudu (Olegário Oliveira)
- Edílson
- Edmílson
- Edmundo
- Edu Bala
- Edu Dracena
- Endrick
- Euller
- Eurico
- Evair
- Felipe Melo
- Fernando Prass
- Ferrari
- Flávio Conceição
- Freddy Rincón
- Gabriel Jesus
- Gabriel Menino
- Gabriel Veron
- Galeano
- Gengo
- Gustavo Gómez
- Gustavo Scarpa
- Henrique
- Humberto Tozzi
- Jailson
- Jair Rosa Pinto
- Jean
- Joaquín Piquerez
- Jorge
- Jorge Mendonça
- Jorge Valdivia
- Julinho Botelho
- Juninho Paulista
- Júnior
- Júnior Baiano
- Junqueira
- Juvenal Amarijo
- Leão
- Leivinha
- Lima
- Liminha
- Luan
- Lucas Barrios
- Lucas Lima
- Lúcio
- Luís Pereira
- Luiz Adriano
- Luizão
- Luizinho Mesquita
- Marcos
- Marcos Assunção
- Marcos Rocha
- Matías Viña
- Mayke
- Mazinho
- Mazzola
- Minuca
- Moisés
- Murilo Cerqueira
- Nei
- Oberdan Cattani
- Oséas
- Paulo Nunes
- Pérez
- Pio
- Ponce de León
- Raphael Veiga
- Rivaldo
- Roberto Carlos
- Robinho
- Rodrigues Tatu
- Roger Guedes
- Rogério
- Romeiro
- Ronaldo Drummond
- Rony
- Roque Júnior
- Sarno
- Sérgio
- Servílio
- Tchê Tchê
- Tonhão
- Túlio
- Tunga
- Tupãzinho
- Valdemar Carabina
- Valdir de Moraes
- Vavá
- Velloso
- Víctor Diogo
- Vitor Hugo
- Wagner
- Waldemar Fiume
- Wesley
- Wéverton
- Willian
- Zé Rafael
- Zé Roberto
- Zeca
- Zequinha
- Zinho

## Frauenfußball
Die Frauenfußballabteilung von Palmeiras wurde 1997 gegründet und gewann 2001 die Staatsmeisterschaft. Sie ist derzeit inaktiv.

## Andere Sportarten
Neben Fußball bietet der Verein unter anderem auch die Sportarten Basketball, Judo, Karate, Tennis und Hockey an.